# Червоноградский завод железобетонных изделий
Червоноградский завод железобетонных изделий (укр. Червоноградський завод залізобетонних виробів) — промышленное предприятие в городе Червоноград Львовской области Украины.

## История
Строительство завода железобетонных изделий в городе Червоноград было обусловлено началом масштабного строительства, связанного с разработкой Львовско-Волынского угольного бассейна в 1950е годы.
Завод стал опорным пунктом для промышленного и жилищного строительства в самом Червонограде и окрестных населенных пунктах. Первая очередь предприятия была введена в эксплуатацию в апреле 1956 года, вторая - через год, а третья очередь - в первом квартале 1958 года.
В начале 1962 года завод вышел на проектную мощность — 55 тыс. м³ сборных железобетонных конструкций. В следующие десятилетия завод был реконструирован и его производственные мощности увеличились.
В 1967 году численность работников завода составляла 700 человек (в том числе, 50 инженерно-технических работников).
В целом, в советское время завод входил в число крупнейших предприятий города.
После провозглашения независимости Украины в условиях экономического кризиса 1990-х годов и значительного сокращения объёмов государственного строительства положение предприятия осложнилось.
В мае 1995 года Кабинет министров Украины утвердил решение о приватизации завода. В дальнейшем, государственное предприятие было преобразовано в открытое акционерное общество.